# 共青团员岛
共青团员岛，又譯共青团岛（俄语：остров Комсомолец）是位於北冰洋上北地群島最北的一個島嶼，為俄羅斯領土。面積8,812平方公里，是群島中第三大島。
該島最高點780公尺，65%面積為冰川所覆蓋。最北點為北極角，是許多北極探險旅程的起點之一。島上有俄羅斯最大的冰帽—俄羅斯科學院冰帽。1930至1932年間由喬治·烏沙科夫和尼古拉·烏爾凡切夫率領的探險隊到達那裡並為該島命名，是人類首次踏足當地。